# Emmascarament sonor
L'emmascaradament sonor és l'efecte de ser tapat un so per superposició amb un altre. És un efecte produït en la percepció sonora quan s'escolten dos sons de diferent intensitat al mateix temps. En passar això, el so més dèbil restarà inaudible, i el sistema auditiu només processarà el so emmascarador.
El so de nivell alt posseeix un efecte d'emmascarament major si el suau es manté dins del mateix interval de freqüències.
Es pot dividir l'emmascarament sonor entre emmascarament temporal i emmascarament freqüencial:

## Emmascarament temporal
Es presenta quan un to suau es troba proper en el temps d'un altre to d'amplitud més elevada. Segons la posició temporal d'emmascarant i emmascarador:
1. Post-emmascarament: arriba primer el to de major amplitud que el de menor, quedant aquest últim emmascarat.
2. Pre-emmascarament: arriba primer el to de menor amplitud quedant igualment emmascarat pel de major.

Per tant, el to més intens tendeix a emmascarar el to més dèbil.

## Emmascarament freqüencial
Es presenta quan dos tons arriben a l'orella de forma simultània, quedant un d'ells emmascarat per l'altre. Ens podem trobar amb dos casos:
1. Sons de baixa freqüència emmascaren als d'alta freqüència.
2. Sons d'alta freqüència emmascaren als de baixa freqüència.

És important ressaltar que en l'emmascarament en freqüència serà més efectiu el primer cas, ja que els tons d'alta freqüència difícilment emmascaren als d'una freqüència menor.

## Aplicacions
Podem trobar ambdós tipus d'emmascarament donat un so qualsevol. Per tant, aquests fenòmens són tinguts en compte per certs còdecs d'àudio per tal de no codificar mostres que, al cap i a la fi, si es codifiquessin, serien inaudibles per l'orella humana. El resultat, una millor compressió de dades.